# The Virgins

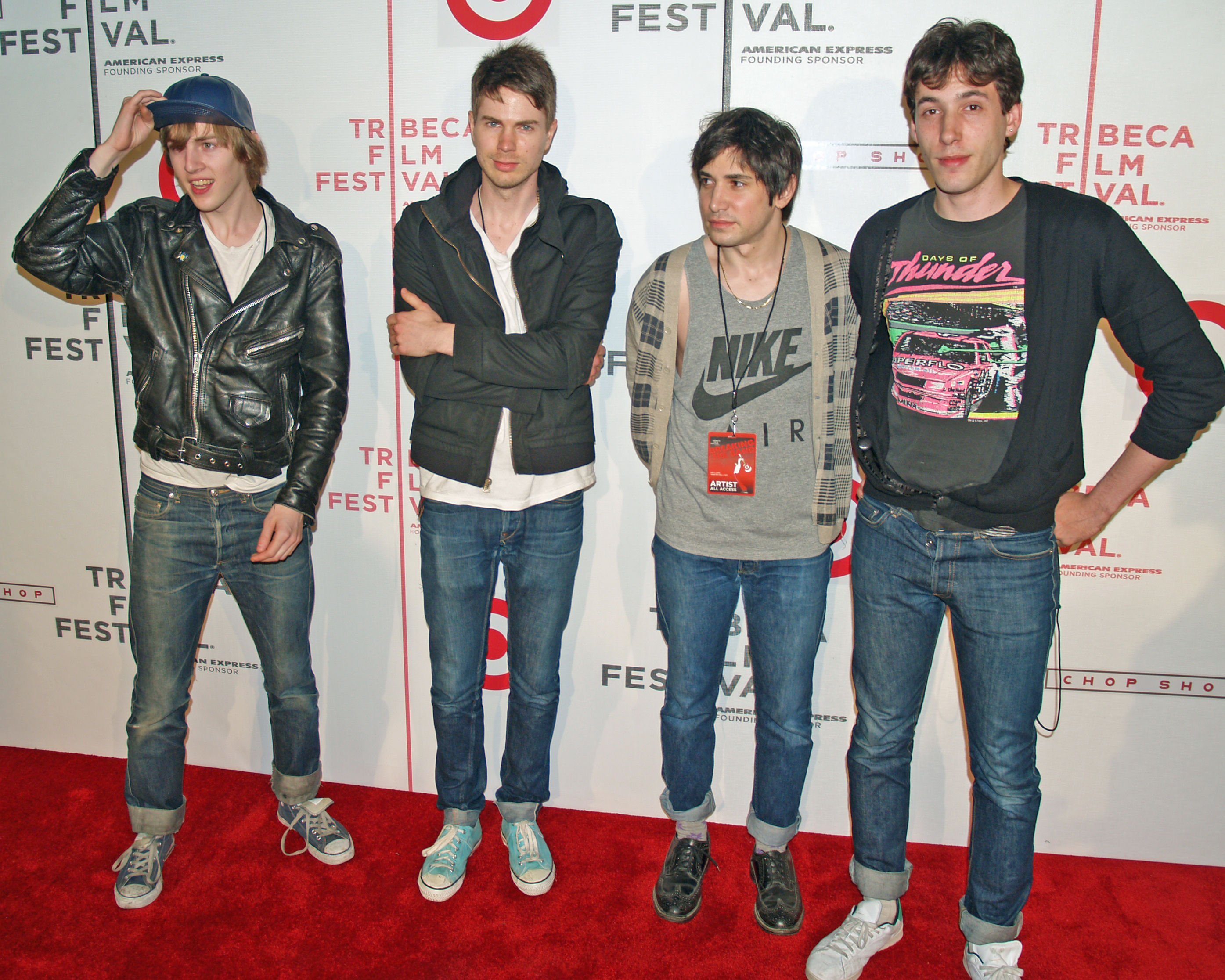
The Virgins in 2008

The Virgins is een Amerikaanse indierockgroep, gevormd in 2005, die bestaat uit vier leden: Erik Ratensperger, Donald Cumming, Wade Oates en Nick Zarin-Ackerman.  Ze komen oorspronkelijk uit New York. Ze hebben onder meer getoerd met Jet en hebben ook voor Sonic Youth en Patti Smith geopend. Het nummer Rich Girls stond op nr. 68 in de 100 beste nummers van 2008 van het magazine Rolling Stone.

## Discografie

### Album
- The Virgins - 2008
- Strike Gently - 2013

### Ep
- The Virgins '07

### Singles
- One Week of Danger (2008)
- Private Affair (2008)
- Rich Girls (2008)